# Duitsland op het Eurovisiesongfestival 2011
Duitsland was gastheer van het Eurovisiesongfestival 2011 in Düsseldorf. Het was de 55ste deelname van het land op het Eurovisiesongfestival. Lena Meyer-Landrut, winnares van de editie van 2010, werd intern gekozen om haar land opnieuw te vertegenwoordigen. Het lied werd in het voorjaar van 2011 gekozen in een nationale finale. Het was voor het eerst sinds 1958 dat de titelverdedigster het jaar na haar overwinning opnieuw deelnam aan het festival. De NDR was verantwoordelijk voor de Duitse bijdrage voor de editie van 2011.

## Selectieprocedure
Reeds op de persconferentie na de Duitse overwinning op 29 mei 2010 in Oslo maakte Stefan Raab bekend dat Lena Meyer-Landrut haar land opnieuw zou vertegenwoordigen in 2011. De omroep NDR bevestigde het nieuws pas op 30 juni 2010. Op 16 december 2010 maakte Thomas Schreiber, head of entertainment van ARD bekend dat het nummer waarmee Meyer-Landrut haar land vertegenwoordigt, gekozen werd via de preselectie Unser Song für Deutschland. Er werden drie liveshows gehouden. De twee halve finales werden uitgezonden op ProSieben, de finale op ARD. Daarmee werd hetzelfde systeem als vorig jaar behouden. De halve finales werden gehouden op 31 januari en 7 februari, de finale op 18 februari 2011. In elke halve finale werden zes nummers vertolkt door Lena Meyer-Landrut. Telkens vielen drie nummers af. De shows werden - net als vorig jaar - gepresenteerd door Sabine Heinrich en Matthias Opdenhövel. Het publiek bepaalde via televoting welk nummer Lena Meyer-Landrut zou zingen in Düsseldorf. Er was wel een jury onder leiding van Stefan Raab, maar deze had enkel een adviserende rol. Uiteindelijk koos het publiek Taken by a stranger als Duitse bijdrage voor het zesenvijftigste Eurovisiesongfestival.

## Unser Song für Deutschland

### Eerste halve finale
31 januari 2011
| Volgorde | Lied                |
| -------- | ------------------- |
| 1        | Good news           |
| 2        | Maybe               |
| 3        | I like you          |
| 4        | That again          |
| 5        | Taken by a stranger |
| 6        | What happened to me |

### Tweede halve finale
7 februari 2011
| Volgorde | Lied              |
| -------- | ----------------- |
| 1        | A million and one |
| 2        | Mama told me      |
| 3        | Push forward      |
| 4        | A good day        |
| 5        | Teenage girls     |
| 6        | At all            |

### Finale
13 februari 2011
| Volgorde | Lied                |
| -------- | ------------------- |
| 1        | Maybe               |
| 2        | What happened to me |
| 3        | Push forward        |
| 4        | Mama told me        |
| 5        | A million and one   |
| 6        | Taken by a stranger |

Superfinale
| Plaats | Lied                | Stemmen |
| ------ | ------------------- | ------- |
| 1      | Taken by a stranger | 79 %    |
| 2      | What happened to me | 21 %    |

## In Düsseldorf
In Düsseldorf mocht Duitsland als gastland meteen aantreden in de finale, het moest niet deelnemen aan een van de halve finales. Ook indien Duitsland geen gastland was, mocht het rechtstreeks naar de finale, aangezien het lid is van de Grote Vijf, de groep van de grootste nettobetalers van de EBU. Duitsland trad als zestiende van 25 landen aan, na Moldavië en voor Roemenië. Na afloop van de puntentelling stond Duitsland op de tiende plaats, met 107 punten.

### Gekregen punten
| 12 punten            | 10 punten             | 8 punten                                               | 7 punten               | 6 punten                    |
| -------------------- | --------------------- | ------------------------------------------------------ | ---------------------- | --------------------------- |
|                      | - Oostenrijk          | - Denemarken - Letland - Wit-Rusland - Zwitserland     | - Nederland - Slovenië | - IJsland - Italië - Zweden |
| 5 punten             | 4 punten              | 3 punten                                               | 2 punten               | 1 punt                      |
| - België - Noorwegen | - Griekenland - Polen | - Bosnië en Herzegovina - Frankrijk - Spanje - Turkije | - Litouwen             | - Kroatië                   |

### Gegeven punten

#### Halve Finale 2
Punten gegeven in de halve finale:
| 12 punten | Oostenrijk            |
| 10 punten | Denemarken            |
| 8 punten  | Ierland               |
| 7 punten  | Bosnië en Herzegovina |
| 6 punten  | Roemenië              |
| 5 punten  | Moldavië              |
| 4 punten  | Bulgarije             |
| 3 punten  | Slovenië              |
| 2 punten  | Cyprus                |
| 1 punt    | Zweden                |

#### Finale
Punten gegeven in de finale:
| 12 punten | Oostenrijk            |
| 10 punten | Griekenland           |
| 8 punten  | Ierland               |
| 7 punten  | Bosnië en Herzegovina |
| 6 punten  | Denemarken            |
| 5 punten  | Rusland               |
| 4 punten  | Moldavië              |
| 3 punten  | Italië                |
| 2 punten  | Finland               |
| 1 punt    | Slovenië              |